# Ружин (селище)
Ру́жин (пол. Różyn, їд. רוזשין (Ріжн)) — селище на Придніпровській височині, над річкою Роставицею (притока Росі), центр Ружинської селищної громади Бердичівського району Житомирської області. За 40 км від Бердичева. Колишні назви: Скоргородок, Щербів, Ружин (з 1591 року).

## Географія
Селищем пролягають автошляхи: Т 0606 Р32.

## Населення

### Чисельність
За даними перепису населення СРСР 1939 року чисельність населення становила 4 251 особу, з них українців — 2 729, росіян — 162, німців — 9, євреїв — 1 108, поляків — 170, інших — 73.
- 750 меш. (1796)
- 2 663 меш. (1863)
- 5 016 меш. (1897)
- 5 425 меш. (1900)
- 3 900 меш. (1970)
- 5 067 меш. (2001)
- 4 770 меш. (2009)

### Мова
Розподіл населення за рідною мовою за даними перепису 2001 року:
| Мова            | Кількість | Відсоток |
| --------------- | --------- | -------- |
| українська      | 4962      | 97.93%   |
| російська       | 88        | 1.74%    |
| вірменська      | 5         | 0.10%    |
| білоруська      | 3         | 0.06%    |
| польська        | 3         | 0.06%    |
| румунська       | 1         | 0.02%    |
| інші/не вказали | 5         | 0.09%    |
| Усього          | 5067      | 100%     |

## Історія
Першою назвою містечка 1071 року саме в літописах згадується як Скоргородок, який був потім зруйнований монголо-татарською ордою. На його місці виникає Щербів.
У 1399 році місто було дощенту спалено ханом Тимуром-Кутлуком, в 1416 році ці землі розтоптує емір Золотої Орди Едигей, а в 1482 — кримський хан Менглі-Гірей.
У 1569 році землі сучасного Ружина були приєднані до Польського королівства. За військові справи польський король Стефан Баторій дарує князю Михайлу Остафійовичу Ружинському (див. Ружинські) містечко Щербів над Роставицею, перейменувавши його в 1591 році на Новий Ружин. По смерті князя 1592 року, маєтки відійшли до його брата — Кирика Ружинського.
У 1796 році після анексії Правобережної України Російською імперією, Ружин, де мешкало 750 осіб, відносився до Київської губернії.
У 1838 році Ружин вже мав велику єврейську громаду. Ружинський цадик був звинувачений владою в тому, що віддав розпорядження про страту двох людей. Коли стало відомо про вбивства, сотні євреїв були арештовані і піддані тортурам. 80 осіб постали перед судом; процес тривав півтора року. Шість голів громади були засуджені до довічної каторги, решта — до заслання у Сибір, всі засуджені зазнали биття, від якого близько 30 чоловік померло. Цадик перебував під арештом майже два роки проте був звільнений.
У 1863 році загальна чисельність населення ставила 2663 людей, більшість з яких були євреї. Відомо, що в 1880 році винзавод в місті був орендований сім'єю Шапіро, яка у 1896 році також орендувала паровий млин.
Станом на 1885 рік у колишньому власницькому містечку Ружинської волості Сквирського повіту Київської губернії мешкало 800 осіб, налічувалось 79 дворових господарств, існували православна церква, костел, синагога, католицька каплиця, 2 єврейські молитовні будинки, школа, поштова станція, 5 постоялих дворів, 8 постоялих будинків, 2 водяних млини та шкіряний завод.
Ружин був відомий високою якістю коней, що продавалися на Бердичівскому ярмарку.
За переписом 1897 року кількість мешканців зросла до 4329 осіб (2065 чоловічої статі та 2264 — жіночої), з яких 1226 — православної віри, 2917 — юдейської.
У 1900 році в Ружині було 284 двора, де мешкало 5425 особи.
Наступними були дуже важкі і жорстокі роки комунізму, під час якого було розкуркулено більшість сімей. Та особливо трагічними потрібно відзначити голодомор 1932-1933, який забрав життя мільйонів людей.
Внаслідок Голодомору 1932—1933 за даними різних джерел, у районі загинуло 4386 чол. та 10 родин, імена яких на сьогодні встановлено.
Ружин був окупований нацистами 17 липня 1941 року. 10 вересня 1941 року нацистами біля Ружина розстріляно 750 євреїв — район старого аеродрому.
Повернутий комуністами в ході Житомирсько-Бердичівської наступальної операції, яка розпочалася 24 грудня 1943 року. Під час визволення Ружина в жорстоких боях загинули 504 воїни різних національностей. З 1937 року і до нашого часу Ружин належить до Житомирської області.
27 лютого 1962 року Ружин було віднесено до категорії селищ міського типу.
26 січня 2024 року, відповідно до Закону України «Про порядок вирішення окремих питань адміністративно-територіального устрою України» від 28 липня 2023 року, віднесене до категорії селищ.

## Економіка
В смт Ружин виходить щотижнева газета безкоштовних оголошень «Ружин на долонях», яка розповсюджується в смт Ружин та Ружинському районі.
- Неподалік від селища розташований лісовий заказник «Перепища».

## Персоналії
- Ружин був одним з володінь старовинного русько-литовського князівського роду Ружинських, з яких вийшла низка провідників та батьків-засновників Війська Запорізького Низового.
- Князь Богдан Ружинський (пол. Bohdan Różyński) ( — ?, Ружин — 1576, Аслам-Кермен) — низовий запорозький гетьман (1575–1576). Популярний серед козаків гетьман, часи його гетьманства називають «золотими часами» козацтва.
- Прилуцький Петро Михайлович (нар.1910— †1987) — повний кавалер ордена Слави.[10]
- Нагорнюк Сергій Вікторович — керівник народного ансамблю народної пісні «Щербів» Ружинського районного будинку культури, заслужений працівник культури України[11].
- Винокур Іон Срульович — український археолог, історик, один з провідних дослідників черняхівської культури.
- Царук Ігор Васильович (1978—2023) — молодший сержант збройних сил України, учасник російсько-української війни.

## Галерея

У центрі селища, листопад 2008 року
Автостанція у центрі селища, листопад 2008 року
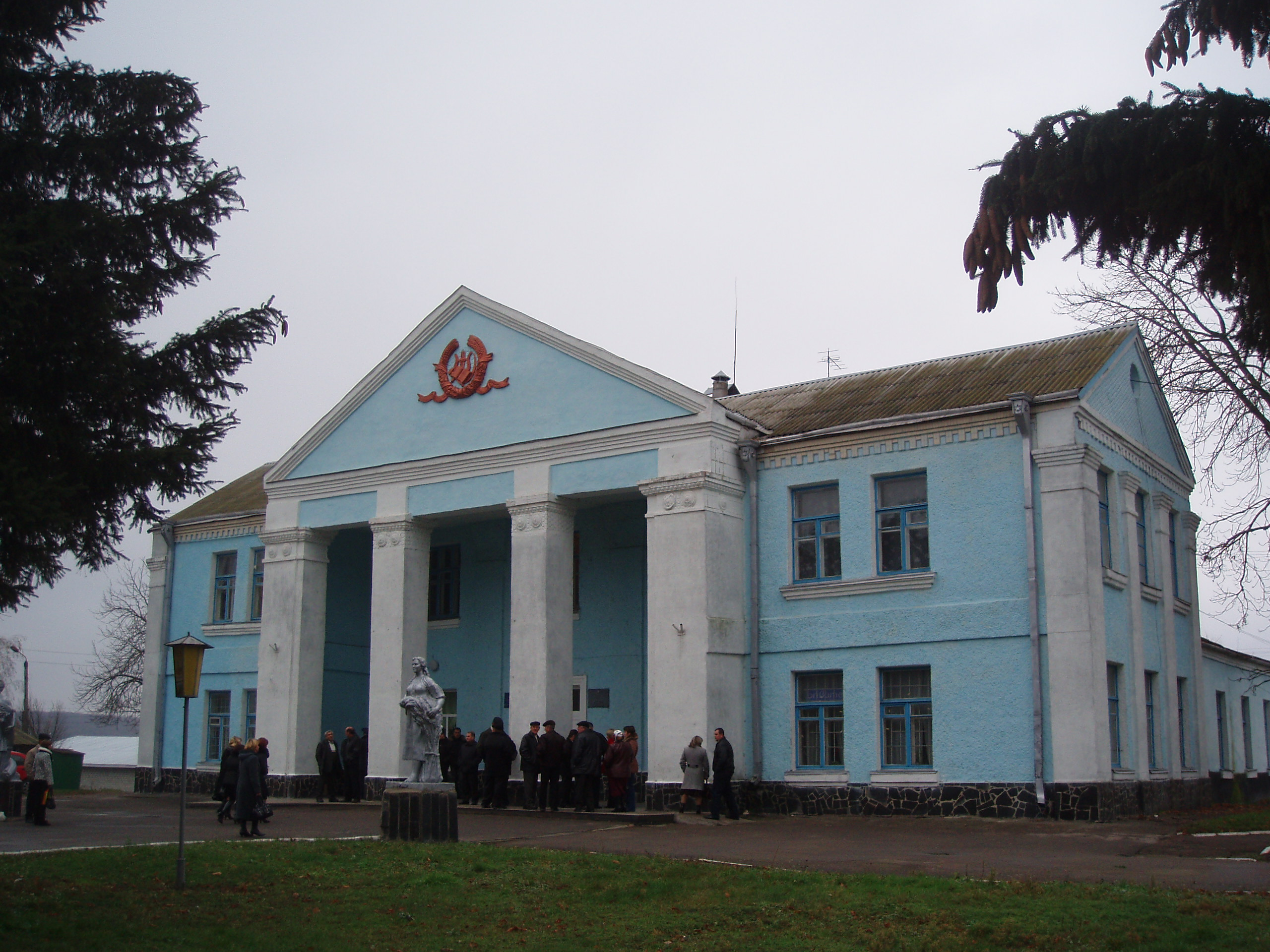
Районний будинок культури, листопад 2008 року
Молитовний будинок баптистів у Ружині, листопад 2008 року
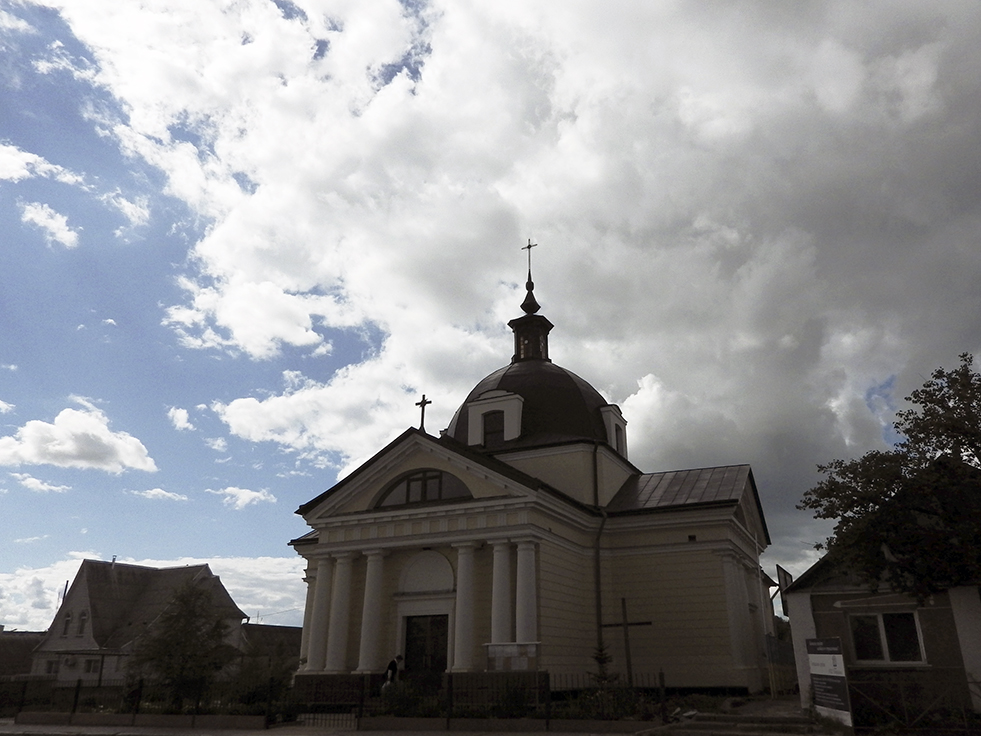
Костел Тіла і Крові Ісуса
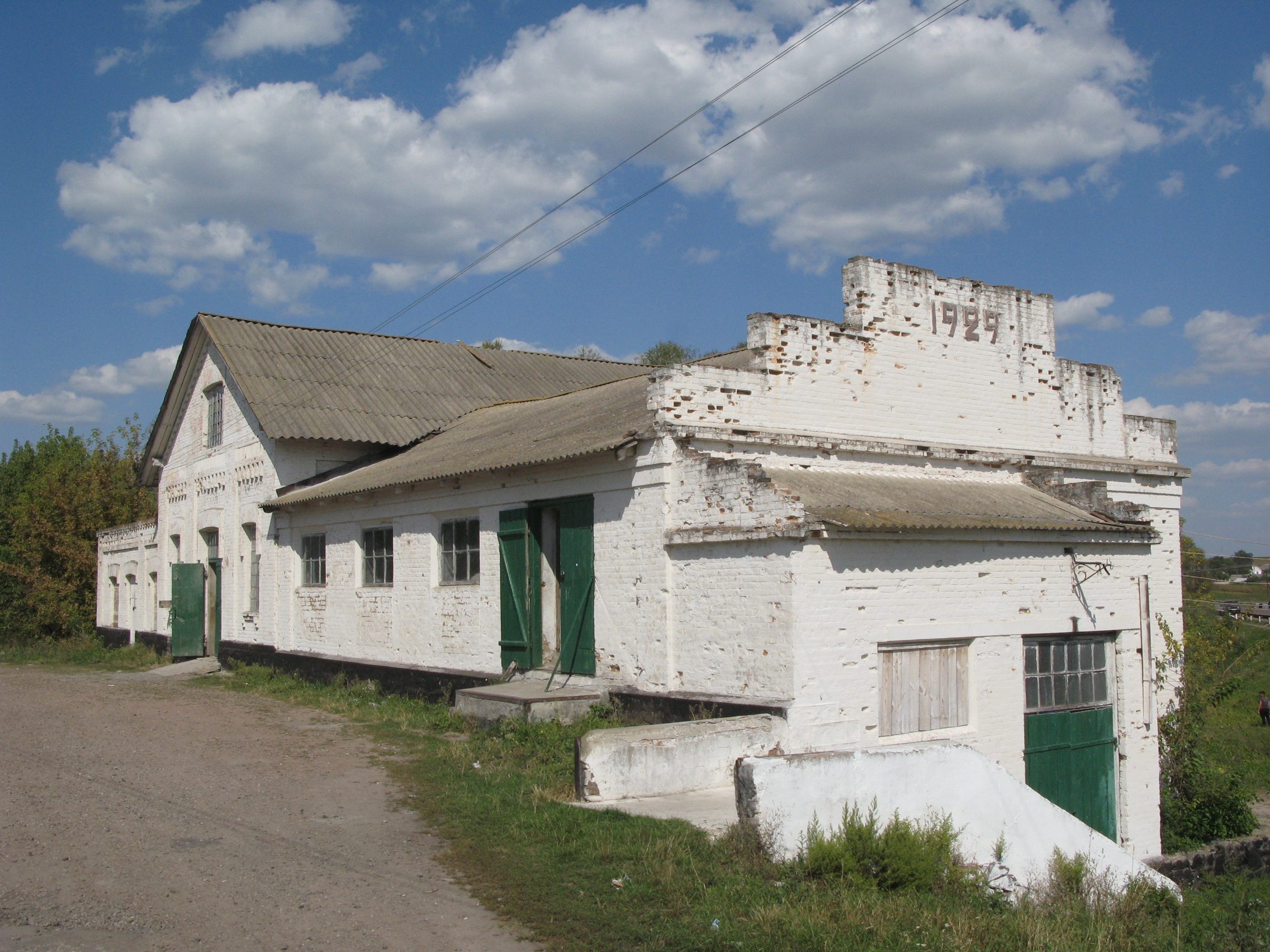
Ружин, водяний млин